# Carphoides inconspicuaria
Carphoides inconspicuaria är en fjärilsart som beskrevs av Barnes och Mcdunnough 1916. Carphoides inconspicuaria ingår i släktet Carphoides och familjen mätare. Inga underarter finns listade i Catalogue of Life.